# آریایی‌سازی

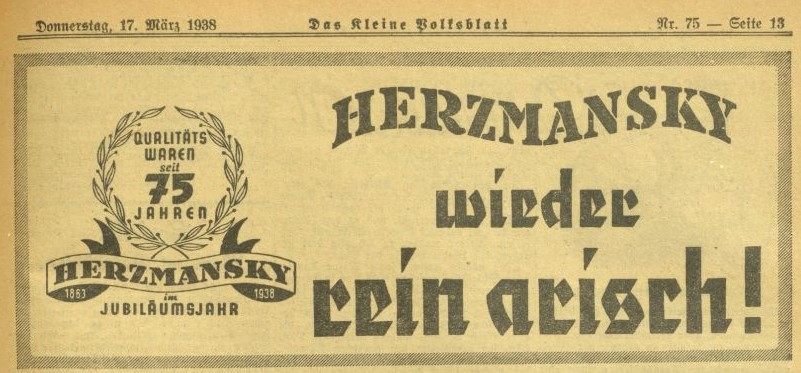
آگهی انبار هرزمانسکی در وین که توسط "آریانیزاسیون" نازی ها در سال 1938 مصادره شد. در آن نوشته شده است "هرزمانسکی دوباره کاملاً آریایی است".(مربوط به مصادره اموال و اخراج یهودیان در جنگ جهانی دوم از اروپا)

این مقاله در مورد همگون‌سازی فرهنگی، آریایی‌سازی است. برای فرایند مهاجرت آریایی‌ها به مهاجرت هندوآریایی‌ها مراجعه کنید.
آریایی‌سازی می‌تواند به دو مفهوم اشاره داشته باشد، یکی همگون‌سازی فرهنگی تمدن‌های بومی در هند، ایران و پاکستانِ پیشاتاریخ و میان‌رودان باستان، دوم مصادره اموال و اخراج از کار یهودیان در جنگ جهانی دوم در اروپا.

## در ایران پیشاتاریخ و میان‌رودان باستان
آریایی‌سازی یک همگون‌سازی فرهنگی و فرایندی تاریخی است که با آغاز مهاجرت اقوام آریایی به فلات ایران به منظور تغییر فرهنگ مردمان بومی صورت گرفت و با تشکیل پادشاهی ماد و شاهنشاهی هخامنشی و اشکانی و ساسانی بر شدت و سرعت آن افزوده شد. فرهنگ‌ها و تمدن‌هایی بر اثر این همگون‌سازی فرهنگی رفته‌رفته مستحیل شده و در نهایت با فرهنگ آریایی، مهرپرستی و دین زرتشتی جایگزین شدند. مهم‌ترین این تمدن‌ها و فرهنگ‌ها تمدن جیرفت، امپراتوری آشور، تمدن ایلام، تمدن بابل و فرهنگ و خط و زبان آرامی میباشد و همچنین درباره ی آریایی اصل بودن مردم ارمنی و یا آریایی سازی شدن آنها گمانه زنی هایی است. ارمنستان

## مغالطه تعمیم ناروادر مورد مردم ایران
اشتباه تاریخی از تعمیم دادن طبقات اجتماعی اواخر پادشاهی ساسانی به باقی دوره ‌های تاریخی ایران و آریا‌یی‌ها در زمان شاه سابق توسط مرحوم استاد محمدجواد مشکور صورت گرفت. در نشریه «بررسی‌های تاریخی» وابسته به ارتش شماره ۳ آبان ۱۳۵۴ با عنوان «طبقات مردم در ایران قدیم» آمده:

درباره هخامنشیان:
در روزگار هخامنشی مردم ایران بر پنج طبقه تقسیم می‌شدند از اینقرار: بزرگان، مغان، برزگران، و بازرگانان و پیشه‌وران.
درباره اشکانیان:
در دورهٔ اشکانی مردم بر پنج طبقه: بزرگان، مغان، برزگران، بازرگانان و پیشه‌وران تقسیم می‌شدند.
ادعاهایی که هرگز پايدار نشده و هیچ گواهی برای آن پيشنهاد نشده. حتی امروز پس از گذشت ۵۵ سال و پیشرفت دانش گذشته‌نگاری (تاریخ) هرگز چیز تازه‌ای در این زمینه دیده نمی‌شود. پیداست که مرحوم استاد مشکور در این باره دچار مغالطه تعمیم ناروا شده است.

## در هند و پاکستان پیشاتاریخ تا دوره معاصر
در هند نیز آریایی سازی هندوآریایی ها رایج بوده است. و باعث از میان رفتن تمدن رود سند و همگون سازی فرهنگی مردمان دراویدی شده است. در تاریخ هند همواره نظام طبقاتی کاسْتی رایج بوده است. یک نظام طبقاتی که مقرر می داشته آریایی ها به چهار کاسْت (طبقه) اصلی هند تعلق دارند و باقی مردم غیرآریایی باید تحت نام طبقه پنجم (ورنه)ی متمایزی زندگی کنند. به طور مشخص در هند دالیت ها (به معنای زمین‌خورده یا ستم‌دیده) غیر قابل لمس یا نجس خوانده می شوند.

## در اروپای جنگ جهانی دوم
همچنین این واژه در تاریخ جنگ جهانی دوم اغلب برای وادار ساختن یهودیان به اخراج از کسب و کارهایشان در حکم‌رانی حزب نازی و نیروهای محور و سرزمین‌های اشغال شده ایشان به کار برده می‌شود.
این فرایند در سال ۱۹۳۳ با ضبط اموال یهودیان آغاز شد؛ و با هولوکاست پایان پذیرفت.
پیش از این که هیتلر به قدرت برسد یهودیان ۱۰۰٬۰۰۰ کسب و کار را در آلمان صاحب بودند. در ۱۹۳۸، بایکوت کسب‌وکارهای یهودی، ارعاب، وادار به فروش کردن‌ها و محدود ساختن حرفه‌ها به‌طور گسترده یهودیان را وادار به محدود شدن زندگی اقتصادی کرد. بنا بر ادعای ید وشم از ۵۰٬۰۰۰ فروشگاهی که یهودیان در سال ۱۹۳۳ صاحب بودند تا سال ۱۹۳۸ تنها ۹۰۰۰ عدد باقی بود.
مایکل بازیلر می‌نویسد: «هولوکاست هم بزرگترین آدم‌کشی تاریخ بود و هم بزرگترین سرقت تاریخ، بین ۲۳۰ تا ۳۲۰ میلیارد دلار (به دلار ۲۰۰۵) از یهودیان در سرتاسر اروپا دزدیده شد.»
در ۱۹۶۵ جایزه اسکار به فیلم فروشگاه در خیابان اصلی از چکسلواکی داده شد که آریایی‌سازی را در جمهوری اسلواکی نمایش می‌داد.